# 1910年至1911年英格蘭足總盃
1910/11球季英格蘭足總盃（英語：FA Cup），是第40屆英格蘭足總盃，今屆賽事的冠軍是巴拉福特，他們在決賽以1:0（重賽）擊敗紐卡素，奪得冠軍。本屆賽事在水晶宮國家體育中心舉行，重賽則安排在奧脫福球場舉行。

## 外部連結
1. 英格蘭足總盃官網Archive-It的存檔，存档日期2012-04-24
2. 英格蘭足總盃 歷屆冠軍（页面存档备份，存于）